# Börsenverein der Deutschen Buchhändler

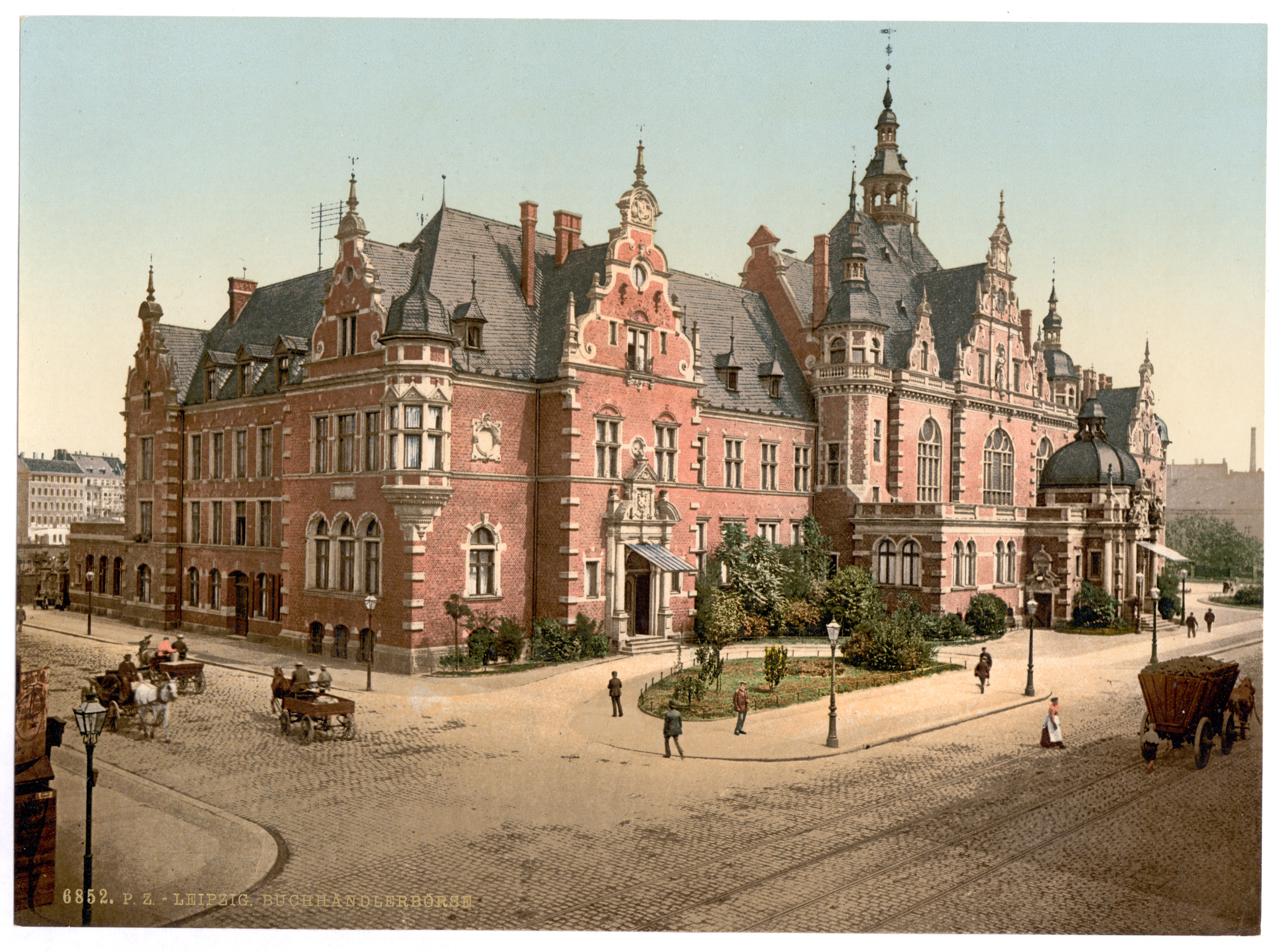
Die „Buchhändlerbörse“ in der Hospitalstraße;
Photoglob Zürich (P.Z) Nummer 6852 um 1900

Der Börsenverein der Deutschen Buchhändler war von 1825 bis 1990 der erste und bis 1948 einzige nationale Interessenverband der deutschen Buchhändler und Verleger. Er hatte seinen Sitz in Leipzig.

## Geschichte

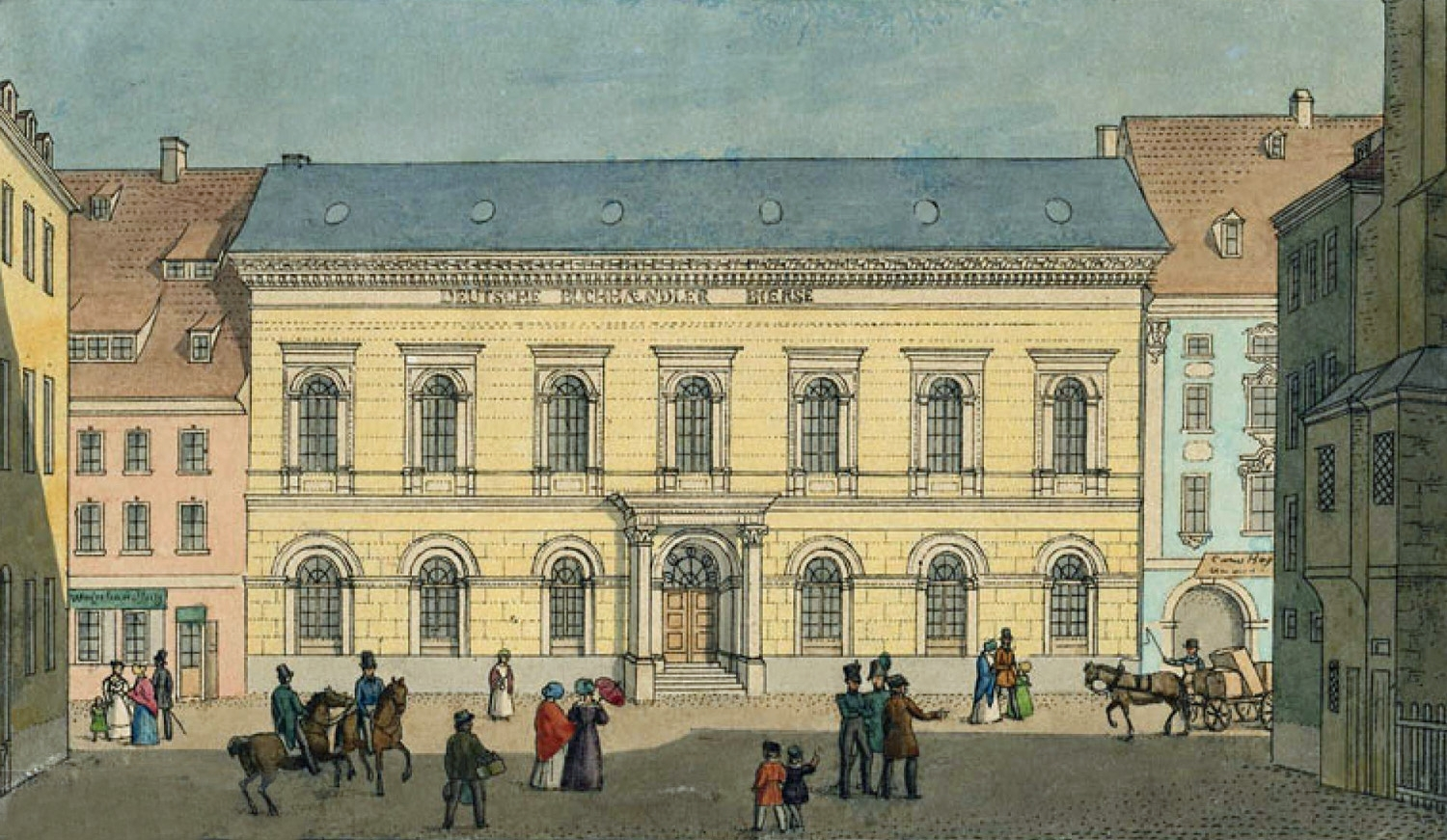
Die Buchhändlerbörse in der Ritterstraße, um 1840

Der Verein wurde am 30. April 1825 in Leipzig gegründet. Die Gründungsmitglieder waren sechs Leipziger und 95 auswärtige Buchhändler und Verleger. In den folgenden Monaten schlossen sich weitere Buchhändler an, so dass der Börsenverein am Ende des Jahres 1825 bereits 235 Mitglieder zählte. Die Gründung und der Name gehen auf die Buchhändlerbörse zurück, die ab 1792 die Abrechnung der Leipziger Buchmesse zwischen den Buchhändlern und Verlegern aus ganz Deutschland mit ihren verschiedenen Währungen veranstaltete.
Das erste Anliegen des Vereins war die Vereinfachung des Abrechnungswesens auf den Buchmessen. Schnell wurde der Börsenverein zu einer Vertretung des gesamten Berufsstandes. Später setzte er sich für die Abschaffung der Zensur, für die Regelung des Urheberrechts und für die Einführung fester Ladenpreise ein. Die Firmenmitgliedschaft wurde 1838 durch die persönliche Mitgliedschaft ausgetauscht.
Im Zusammenhang mit der Entstehung des Börsenvereins und kurz danach gründete ein Leipziger Verleger die Bibliographie von Deutschland, oder wöchentliches vollständiges Verzeichnis der in Deutschland erscheinenden, neuen Bücher, Musikalien und Kunstsachen, welche erstmals am 7. Januar 1826 im Industrie-Comptoir in Leipzig erschien und 1827 um eine monatliche Beilage Literarischer Anzeiger zu der Bibliographie von Deutschland ergänzt wurde (1836 wurde die Bibliographie von Deutschland dann abgelöst durch eine Allgemeine Bibliographie für Deutschland des Brockhaus-Verlages).
Der Sitz des Börsenvereins war von 1836 bis 1888 die Buchhändlerbörse in der Ritterstraße und von 1888 bis zu seiner Zerstörung 1943 das Deutsche Buchhändlerhaus an der Hospitalstraße (heute Prager Straße). Seit dem 3. Januar 1834 gibt der Börsenverein das Börsenblatt für den Deutschen Buchhandel heraus. Seit 1835 ist das Börsenblatt das Vereinsorgan des Börsenvereins.
Mit der Durchsetzung der Kröner’schen Reform, benannt nach dem Vorsitzenden des Börsenvereins Adolf Kröner, im Jahr 1887, kam es zur Festsetzung eines einheitlichen Buchpreises, bekannt als Buchpreisbindung. Infolgedessen stellte der Börsenverein verbindliche Regelungen für den Buchhandel auf, die Buchhändlerische Verkaufsordnung und die Buchhändlerische Verkehrsordnung, die den Geschäftsverkehr zwischen Verlagen und Buchhandlungen und zwischen Buchhandlungen und Publikum regelte. An den als Bücher-Streit bezeichneten Auseinandersetzungen um die Buchpreisbindung an der Wende vom 19. zum 20. Jahrhundert war der Börsenverein stark beteiligt.
Der Börsenverein initiierte 1912 die Gründung der Deutschen Bücherei in Leipzig. Die umfangreiche Bibliothek des Börsenvereins wurde in die Deutsche Bücherei verlegt. 1928 übernahm der Börsenverein die 1852 gegründete Buchhändlerschule in Leipzig.

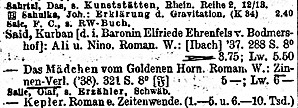
Ausschnitt aus dem Deutschen Bücherverzeichnis, „bearbeitet von der Bibliographischen Abteilung des Boersenvereins der Deutschen Buchhaendler zu Leipzig“, 21. Band, 1943

Nach der Machtergreifung arbeitete der Börsenverein im April 1933 mit einem „Sofortprogramm des deutschen Buchhandels“ rasch mit den neuen Machthabern zusammen und forderte darin den „Abbau der Buchgemeinschaften aller Art und ihrer Überführung auf den Verlag zu Herstellung, auf das Sortiment zum Vertrieb.“ 1934 begann Wilhelm Baur mit der Gleichschaltung des Börsenvereins.
Nach dem Zweiten Weltkrieg nahm der Börsenverein in Leipzig seine Tätigkeit 1946 wieder auf und entwickelte sich allmählich zu einem Instrument der Kulturpolitik der SED. In den westlichen Besatzungszonen schlossen sich die Buchhändler zu Landesverbänden zusammen. Im Jahr 1948 wurde dort die Arbeitsgemeinschaft deutscher Verleger- und Buchhändler-Verbände gegründet. Diese wurde im Zuge einer Umorganisation 1955 in Börsenverein des Deutschen Buchhandels mit Sitz in Frankfurt am Main umbenannt. Der Börsenverein in Leipzig setzte unter gleichem Namen die Tradition in der DDR fort, allerdings unter veränderten Vorzeichen und ohne Repräsentanzanspruch für das gesamte deutsche Buchwesen. Von 1968 bis 1989 ehrte der Börsenverein Menschen für ihre Verdienste um das Buch mit der Wilhelm-Bracke-Medaille.
Nach der Wiedervereinigung wurde der 165 Jahre alte „Börsenverein der Deutschen Buchhändler zu Leipzig“ am 1. Januar 1991 an den damals 35-jährigen Frankfurter „Börsenverein des Deutschen Buchhandels“ angeschlossen. Am Ursprungsort Leipzig verblieb nur ein Büro.
Die Aktenbestände des Börsenvereins vor 1945 und des Börsenvereins in der DDR vor 1990 befindet sich im Sächsischen Staatsarchiv, Staatsarchiv Leipzig, Bestände 21765 Börsenverein der Deutschen Buchhändler zu Leipzig (I) und 21766 Börsenverein der Deutschen Buchhändler zu Leipzig (II). Die Findbücher stehen für die Online-Recherche zur Verfügung. Die erhaltenen Teile der Bibliothek (1943 zu drei Vierteln verbrannt, etwa 19.000 Titel verblieben) und die historischen Sammlungen (darunter Messkataloge, Antiquariats- und Auktionskataloge, Schreibmeisterbücher, Schriftproben, Fachadressbücher, Buchhändlerporträts, Geschäftsrundschreiben, Indices verbotener Bücher) gelangten 1959 ins Buch- und Schriftmuseum der Deutschen Bücherei in Leipzig.

## Vorsitz
Erste Vorsteher des Börsenvereins waren (mit Amtszeit):
- 1825–1828: Friedrich Campe
- 1828–1831: Carl Duncker
- 1831–1834: Wilhelm Ambrosius Barth
- 1834–1838: Theodor Enslin
- 1840–1843: Friedrich Johannes Frommann
- 1843–1846: Heinrich Erhard
- 1846–1849: Friedrich Johannes Frommann
- 1855–1861: Moritz Veit
- 1861–1864: Friedrich Johannes Frommann
- 1867–1873: Julius Springer
- 1873–1879: Adolph Enslin
- 1880–1882: Adolph Enslin
- 1882–1887: Adolf Kröner
- 1889–1892: Adolf Kröner
- 1892–1895: Eduard Brockhaus
- 1897–1901: Carl Engelhorn
- 1901–1907: Albert Brockhaus
- 1907–1910: Ernst Vollert
- 1910–1916: Karl Siegismund
- 1915–1921: Richard Linnemann
- 1916–1918: Artur Seemann
- 1918–1924: Arthur Meiner
- 1924–1930: Max Röder
- 1930–1934: Friedrich Oldenbourg
- 1934:      Kurt Vowinckel
- 1934–1945: Wilhelm Baur
- 1945–1947: Walther Jäh
- 1947–1961: Heinrich Becker
- 1961–1966: Klaus Gysi
- 1966–1971: Heinz Köhler
- 1971–1983: Siegfried Hoffmann
- 1983–1991: Jürgen Gruner